# The Lost Boyz
The Lost Boyz – amerykańska grupa hip-hopowa pochodząca z Nowego Jorku

## Historia
Zespół został założony w 1994 roku. Rok później grupa wydała swój pierwszy singiel pt. „Lifestyles Of The Rich & Shameless”, który był notowany na liście Billboard Hot 100. Następnie wydali singiel „Renee”, który był ścieżką dźwiękową do filmu „Chłopaczki z sąsiedztwa”. W 1996 roku zespół wydał swój pierwszy album studyjny pt. „Legal Drug Money” w wytwórni Uptown Records. Album uzyskał status złotej płyty. Ledwie rok później The Lost Boyz wydali swój drugi album zatytułowany
„Love, Peace & Nappiness”. Na albumie pojawili się tacy goście jak: Canibus, Redman oraz A+. 28 marca 1999 roku, na imprezie urodzinowej Mr.Cheeks’a, Freaky Tah został postrzelony w głowę przed hotelem Sheraton w Queens. Zmarł w szpitalu tej samej nocy, w wieku 27 lat. Kilka miesięcy później ukazało się trzecie wydawnictwo zespołu pt. „LB IV Life”. Tego samego roku grupa zawiesiła działalność, a Mr.Cheeks rozpoczął karierę solową. W 2004 roku DJ Spigg Nice został skazany na 37 lat pozbawienia wolności za wielokrotne napadanie na banki na terenie New Jersey. 21 czerwca następnego roku The Lost Boyz wydali kompilację pt. „Lost Boyz Forever”.
W 2010 roku grupa postanowiła wznowić działalność.

## Dyskografia

### Albumy studyjne
- Legal Drug Money (4 czerwca 1996)
- Love, Peace & Nappiness (17 czerwca 1997)
- LB IV Life (28 września 1999)
- Lost Boyz Next Generation (3 czerwca 2019)

### Komplikacje
- Lost Boyz Forever (21 czerwca 2005)

### Single
- „Lifestyles Of The Rich & Shameless” (1995)
- „Jeeps, Lex Coups, Bimaz & Benz” (1995)
- „Renee” (1996)
- „Music Makes Me High” (1996)
- „Get Up” (1997)
- „Me & My Crazy World” (1997)